# A budapesti Hungária körút épületeinek listája
Az alábbi lista a budapesti Hungária körút épületeit mutatja be. Az üres telkek kék színnel kiemelve jelennek meg a listában.

## Hungária körút

### 1-10.
| Kép   | Szám    | Név                                       | Építés ideje   | Tervező                       | Stílus                 | Megjegyzés |
| ----- | ------- | ----------------------------------------- | -------------- | ----------------------------- | ---------------------- | --- |
|       | 1-3.    | Kőbányai MÁV-telep (kőbányai oldal)       | 1894–1896      |                               | historizáló–eklektikus | MÁV típustervek szerint épült lakótelep. |
|       | 2-4.    | Kőbányai MÁV-telep (józsefvárosi oldal)   | 1894–1896      |                               | historizáló–eklektikus | MÁV típustervek szerint épült lakótelep. |
|       | 5.      | Reál üzlet                                |                |                               | modern                 | Korábban az 5. számú telken a Császári és Királyi IV. Hadtest Tüzérségi Laktanya állt (épült: 1896–1898, tervezte: Orczy Gyula és Panuska László). |
|       | 5.      | Honvédségi lakótelep 13. lakóház          |                |                               | modern                 | |
|       | 5.      | ACHAT Hotel Budapest                      |                |                               | modern                 | |
|       | 5.      | Honvédségi lakótelep 14. lakóház          |                |                               | modern                 | |
|       | 6.      | üres telek, park                          |                |                               |                        | |
|       | 7.      | lakóház                                   |                |                               | modern                 | |
|       | 8.      | lakóház                                   |                |                               | modern                 | |
|       | 9-11.   | Zrínyi Miklós Laktanya és Egyetemi Campus | 1896–1898      | Orczy Gyula és Panuska László | historizáló            | Korábbi nevén: Gróf Pálffy János Tüzérségi Laktanya.                                                                                               |
|       | 10/a.   | lakóház                                   | 20. sz. közepe |                               | modern                 | |
| 10/b. | lakóház | 20. sz. közepe                            |                | modern                        |                        | |

### 11-20.
| Kép   | Szám    | Név                              | Építés ideje   | Tervező      | Stílus                 | Megjegyzés                                                       |
| ----- | ------- | -------------------------------- | -------------- | ------------ | ---------------------- | ---------------------------------------------------------------- |
|       | 11.     | Ferenc József Lovassági Laktanya | 1884–1886      |              | historizáló            | Az épületegyüttest napjainkban a Készenléti Rendőrség használja. |
|       | 12-14.  | lakóház                          | 20. sz. közepe |              | modern                 |                                                                  |
|       | 15.     | lakóház                          | 1898           | Hudetz János | historizáló            |                                                                  |
|       | 16.     | bérház                           | 19. sz.        |              | historizáló–eklektikus |                                                                  |
|       | 17-19.  | Hungária Center                  |                |              | modern                 |                                                                  |
|       | 18.     | bérház                           | 19. sz.        |              | historizáló–eklektikus |                                                                  |
|       | 20/a.   | lakóház                          | 20. sz. közepe |              | modern                 |                                                                  |
| 20/b. | lakóház | 20. sz. közepe                   |                | modern       |                        |                                                                  |

### 21-30.
| Kép | Szám     | Név                                                  | Építés ideje   | Tervező     | Stílus                 | Megjegyzés                                                                                             |
| --- | -------- | ---------------------------------------------------- | -------------- | ----------- | ---------------------- | --- |
|     | 22-24/c. | lakóház                                              | 20. sz. közepe |             | modern                 | |
|     | 21-31.   | Magyar Királyi Állami Bakteriológiai Intézet épülete | 1899           | Preisz Hugó | historizáló–eklektikus | |
|     | 26.      | Lidl áruház                                          |                |             | modern                 | |
|     | 21-31.   | Magyar Királyi Állami Bakteriológiai Intézet épülete | 1899           | Preisz Hugó | historizáló–eklektikus | |
|     | 28.      | MOL benzinkút                                        |                |             | modern                 | |
|     | 30.      | Aréna Business Campus                                | 2020–2021      |             | kortársi modern        | |
|     | 30.      | Községi Kenyérgyár                                   | 1909           |             | historizáló–eklektikus | 2009-ben elbontották. A telek egy részére épült az Aréna Business Campus, más része üresen áll (2023). |

### 31-40.
| Kép | Szám   | Név                              | Építés ideje | Tervező                    | Stílus          | Megjegyzés                                                          |
| --- | ------ | -------------------------------- | ------------ | -------------------------- | --------------- | ------------------------------------------------------------------- |
|     | 32-34. | székesfővárosi kislakásos bérház | 1909–1910    | Haász Gyula és Málnai Béla | premodern       | Épült Bárczy István kislakás- és iskolaépítési programja keretében. |
|     | 33-41. | kisebb lakótelep                 |              |                            | modern          |                                                                     |
|     | 36-38. | székesfővárosi kislakásos bérház | 1909–1910    | Ybl Lajos                  | premodern       | Épült Bárczy István kislakás- és iskolaépítési programja keretében. |
|     | 40-44. | Aréna Corner irodaház            | 2000-es évek |                            | kortársi modern |                                                                     |

### 41-50.
| Kép | Szám   | Név                             | Építés ideje | Tervező | Stílus          | Megjegyzés                                                                   |
| --- | ------ | ------------------------------- | ------------ | ------- | --------------- | ---------------------------------------------------------------------------- |
|     | 43-49. | lakóház                         |              |         | modern          |                                                                              |
|     | 46-60. | Papp László Budapest Sportaréna | 2001-2003    |         | kortársi modern | Az épület mellett fekszik a Stadion-metroállomás, alatta autóbuszpályaudvar. |

### 51-60.
| Kép | Szám   | Név     | Építés ideje  | Tervező | Stílus             | Megjegyzés |
| --- | ------ | ------- | ------------- | ------- | ------------------ | ---------- |
|     | 51-55. | lakóház |               |         | modern             |            |
|     | 57.    | lakóház |               |         | modern             |            |
|     | 59.    | lakóház |               |         | modern             |            |
|     | 60.    | villa   | 20. sz. eleje |         | népies szecessziós |            |

### 61-70.
| Kép | Szám | Név                                         | Építés ideje | Tervező | Stílus      | Megjegyzés |
| --- | ---- | ------------------------------------------- | ------------ | ------- | ----------- | ---------- |
|     | 61.  | lakóház                                     |              |         | modern      |            |
|     | 62.  | lakóház                                     |              |         |             |            |
|     | 63.  | lakóház                                     |              |         | modern      |            |
|     | 64.  | lakóház                                     |              |         |             |            |
|     | 65.  | lakóház                                     |              |         | modern      |            |
|     | 66.  | lakóház                                     |              |         |             |            |
|     | 67.  | lakóház                                     |              |         | historizáló |            |
|     | 68.  | lakóház                                     |              |         |             |            |
|     | 69.  | lakóház                                     |              |         |             |            |
|     | 70.  | Orvosi-kémiai és diagnosztikai laboratórium |              |         |             |            |

### 71-80.
| Kép | Szám   | Név                       | Építés ideje | Tervező | Stílus | Megjegyzés |
| --- | ------ | ------------------------- | ------------ | ------- | ------ | --- |
|     | 71.    | lakóház                   |              |         |        | |
|     | 72.    | lakóház                   |              |         |        | |
|     | 73.    | lakóház                   |              |         | modern | |
|     | 74.    | lakóház                   |              |         |        | |
|     | 75-81. | üres telkek               |              |         |        | Korábban az Aquincum Orgonagyár és a Kontrax irodaház állt a terület egy részén. 2014/2018 között elbontották őket. Az irodaházról fénykép: |
|     | 76-78. | régi szovjet tisztek háza | 20. sz.      |         | modern | |
|     | 80/a.  | lakóház                   |              |         |        | |
|     | 80/b.  | lakóház                   |              |         |        | |

### 81-90.
| Kép | Szám   | Név                        | Építés ideje | Tervező | Stílus | Megjegyzés |
| --- | ------ | -------------------------- | ------------ | ------- | ------ | ---------- |
|     | 82.    | autószervíz                |              |         |        |            |
|     | 83.    | MOL benzinkút              |              |         | modern |            |
|     | 84.    | lakóház                    |              |         |        |            |
|     | 86.    | lakóház                    |              |         |        |            |
|     | 87.    | lakóház                    |              |         | modern |            |
|     | 89-95. | Wallis Motor Pest irodaház |              |         | modern |            |

### 91-100.
| Kép | Szám    | Név        | Építés ideje | Tervező | Stílus               | Megjegyzés |
| --- | ------- | ---------- | ------------ | ------- | -------------------- | ---------- |
|     | 92.     | Gloris-ház |              |         |                      |            |
|     | 94-96.  | üres telek |              |         |                      |            |
|     | 97-99.  | lakóház    |              |         | modern               |            |
|     | 98-108. | lakóház    |              |         | szocialista realista |            |

### 101-110.
| Kép | Szám | Név        | Építés ideje | Tervező    | Stílus      | Megjegyzés |
| --- | ---- | ---------- | ------------ | ---------- | ----------- | ---------- |
|     | 101. | lakóház    |              |            | modern      |            |
|     | 103. | lakóház    |              |            | modern      |            |
|     | 105. | lakóház    |              |            | modern      |            |
|     | 107. | üres telek |              |            | modern      |            |
|     | 109. | lakóház    |              |            | modern      |            |
|     | 110. | lakóház    | 1927         | Lázár Géza | historizáló |            |

### 111-120.
| Kép | Szám     | Név                                                 | Építés ideje | Tervező | Stílus | Megjegyzés |
| --- | -------- | --------------------------------------------------- | ------------ | ------- | ------ | ---------- |
|     | 111/a.   | lakóház                                             |              |         | modern |            |
|     | 111/b.   | lakóház                                             |              |         | modern |            |
|     | 113-115. | üres telek, sarkán kisebb földszintes épülettel     |              |         | modern |            |
|     | 117-119. | Budapest Környéki Törvényszék, Budakörnyéki Bíróság | 1975         |         | modern |            |
|     | 118.     | lakóház                                             |              |         |        |            |
|     | 120. ?   | Spar üzlet                                          |              |         |        |            |
|     | 122. ?   | OMV benzinkút                                       |              |         |        |            |

### 121-130.
| Kép | Szám       | Név                      | Építés ideje             | Tervező | Stílus | Megjegyzés                                                 |
| --- | ---------- | ------------------------ | ------------------------ | ------- | ------ | ---------------------------------------------------------- |
|     | 121.       | üres telek, Báthory park |                          |         | modern |                                                            |
|     | 123.       | lakóház                  |                          |         | modern |                                                            |
|     | 125.       | lakóház                  |                          |         | modern |                                                            |
|     | 124-126. ? | üres telek, kert         |                          |         |        |                                                            |
|     | 127.       | lakóház                  |                          |         | modern |                                                            |
|     | 128.       | Sysdata irodaház         |                          |         |        |                                                            |
|     | 129.       | lakóház                  |                          |         | modern |                                                            |
|     | 130-132.   | Telefongyár              | 1876-tól több részletben |         |        | Megszűnt, területét (új épület) több kisebb cég használja. |

### 131-140.
| Kép  | Szám     | Név     | Építés ideje  | Tervező | Stílus                 | Megjegyzés |
| ---- | -------- | ------- | ------------- | ------- | ---------------------- | ---------- |
|      | 131.     | lakóház |               |         | modern                 |            |
|      | 133.     | lakóház |               |         | modern                 |            |
|      | 134.     | lakóház | 19. sz.       |         | historizáló–eklektikus |            |
|      | 135.     | lakóház | 20. sz. eleje |         | szecessziós            |            |
|      | 136.     | lakóház | 19. sz.       |         | historizáló–eklektikus |            |
|      | 137.     | lakóház |               |         | modern                 |            |
| 139. | lakóház  |         |               | modern  |                        |            |
|      | 138.     | lakóház | 20. sz. eleje |         | historizáló–eklektikus |            |
|      | 140-144. | lakóház |               |         |                        |            |

### 141-150.
| Kép | Szám     | Név                                                           | Építés ideje | Tervező                                | Stílus               | Megjegyzés |
| --- | -------- | ------------------------------------------------------------- | ------------ | -------------------------------------- | -------------------- | ---------- |
|     | 141.     | lakóház                                                       |              |                                        | modern               |            |
|     | 143.     | lakóház                                                       |              |                                        | modern               |            |
|     | 145.     | lakóház                                                       |              |                                        | modern               |            |
|     | 146-148. | Vakok Állami Intézete Ápoló Gondozó Otthona                   |              |                                        | magyaros szecessziós |            |
|     | 147.     | lakóház                                                       |              |                                        | modern               |            |
|     | 149.     | Budapesti Rendőr-főkapitányság Közlekedésrendészeti Főosztály |              |                                        | modern               |            |
|     | 150.     | Vakok Intézete                                                | 1898–1903    | Baumgarten Sándor és Herczegh Zsigmond | magyaros szecessziós |            |

### 151-160.
| Kép | Szám     | Név                                   | Építés ideje | Tervező                                | Stílus                 | Megjegyzés                                                                                                |
| --- | -------- | ------------------------------------- | ------------ | -------------------------------------- | ---------------------- | --- |
|     | 151.     | Cséti-villa                           | 1923         | Cséti István                           | népies szecessziós     | |
|     | 152-160. | A Vakok Általános Iskolájának épülete | 1899–1904    | Baumgarten Sándor és Herczegh Zsigmond | magyaros szecessziós   | |
|     | 153.     | lakóház                               |              |                                        | premodern              | |
|     | 155.     | lakóház                               |              |                                        |                        | |
|     | 157.     | lakóház                               |              |                                        |                        | |
|     | 159.     | lakóház                               |              |                                        |                        | |
|     | 159-161. | lakóház                               |              |                                        |                        | |
|     | 163.     | lakóház                               |              |                                        |                        | |
|     | 165.     | lakóház                               |              |                                        |                        | |
|     | 167-169. | Chevra Kadisa Aggok Menháza           | 1892         | Freund Vilmos                          | historizáló–eklektikus | Napjainkban az Uzsoki Utcai Kórház Krónikus és Rehabilitációs Belgyógyászati Osztályai találhatóak benne. |

### 170-180.
| Kép | Szám     | Név                         | Építés ideje | Tervező                       | Stílus        | Megjegyzés |
| --- | -------- | --------------------------- | ------------ | ----------------------------- | ------------- | --- |
|     | 171-173. | bérház                      | 1924         | Román Miklós és Román Ernő    | neoeklektikus | |
|     | 172.     | Hermina Business Tower      | 1977         | Tolnay Lajos és Herald László | modern        | |
|     | 172.?    | üres telek, parkoló         |              |                               |               | |
|     | 172.?    | üres telek, parkoló         |              |                               |               | |
|     | 174.     | Mimóza Kínai Étterem        |              |                               |               | |
|     | 175.     | McDonald's                  |              |                               |               | |
|     | 176.     | lakóház                     |              |                               |               | |
|     | 177.     | OMV benzinkút               |              |                               |               | |
|     | 178-184. | Groupama Biztosító székháza |              |                               |               | |
|     | 179-187. | M3 Business Center          |              |                               |               | Az épületben működött a Budapest Környéki Törvényszék Budakörnyéki Járásbírósága. 2024-től a teljes Budapest Környéki Törvényszék itt működik. |

### 181-190.
| Kép | Szám     | Név                 | Építés ideje | Tervező | Stílus | Megjegyzés |
| --- | -------- | ------------------- | ------------ | ------- | ------ | ---------- |
|     | 186-188. | lakóház             |              |         |        |            |
|     | 189.     | üres telek, parkoló |              |         |        |            |
|     | 190.     | lakóház             |              |         |        |            |

### 191-200.
| Kép | Szám | Név                                                            | Építés ideje | Tervező | Stílus | Megjegyzés |
| --- | ---- | -------------------------------------------------------------- | ------------ | ------- | ------ | ---------- |
|     | 191. | üres telek                                                     |              |         |        |            |
|     | 192. | lakóház                                                        |              |         |        |            |
|     | 193. | Cédrus Építőanyag (Cédrus 93 Kft.) fatelepe kisebb épületekkel |              |         |        |            |
|     | 194. | lakóház                                                        |              |         |        |            |
|     | 196. | lakóház                                                        |              |         |        |            |
|     | 198. | lakóház                                                        |              |         |        |            |
|     | 200. | lakóház                                                        |              |         |        |            |

### 201-210.
| Kép | Szám     | Név                                                     | Építés ideje | Tervező | Stílus | Megjegyzés |
| --- | -------- | ------------------------------------------------------- | ------------ | ------- | ------ | ---------- |
|     | 202.     | Magyarországi Református Egyház Bethesda Gyermekkórháza | 1866         |         |        |            |
|     | 204.     | lakóház                                                 |              |         |        |            |
|     | 206-210. | lakóház                                                 |              |         |        |            |

### 211-212.
| Kép | Szám | Név     | Építés ideje | Tervező | Stílus | Megjegyzés                  |
| --- | ---- | ------- | ------------ | ------- | ------ | --------------------------- |
|     | 212. | lakóház |              |         |        | A páros oldal utolsó telke. |